# Corning, Indiana
Corning är ett kommunfritt område i Reeve Township, Daviess County den amerikanska delstaten Indiana.